# Bainville, Montana
Bainville, Montana (енгл. Bainville) град је у америчкој савезној држави Монтана.

## Демографија
По попису из 2010. године број становника је 208, што је 55 (35,9%) становника више него 2000. године.
| Група             | 2000.       | 2010.       |
| Белци             | 137 (89,5%) | 178 (85,6%) |
| Афроамериканци    | 0 (0,0%)    | 0 (0,0%)    |
| Азијати           | 0 (0,0%)    | 0 (0,0%)    |
| Хиспаноамериканци | 1 (0,7%)    | 1 (0,5%)    |
| Укупно            | 153         | 208         |